# تاکتیک‌ها و جنگ‌افزارهای شورش

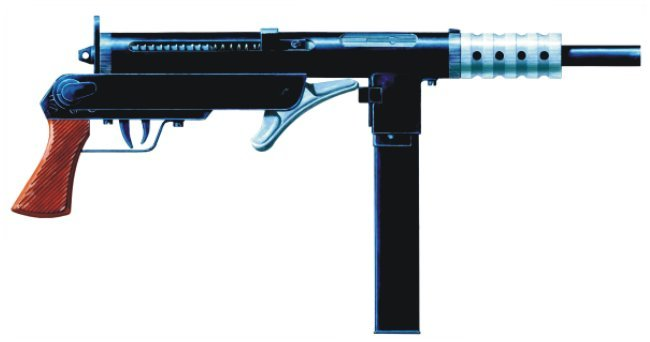
اسلحه کمری «بویسکاویچا» (آذرخش) که در کارگاه‌های زیرزمینی توسط جنبش مقاومت لهستان تولید می‌شده‌است.

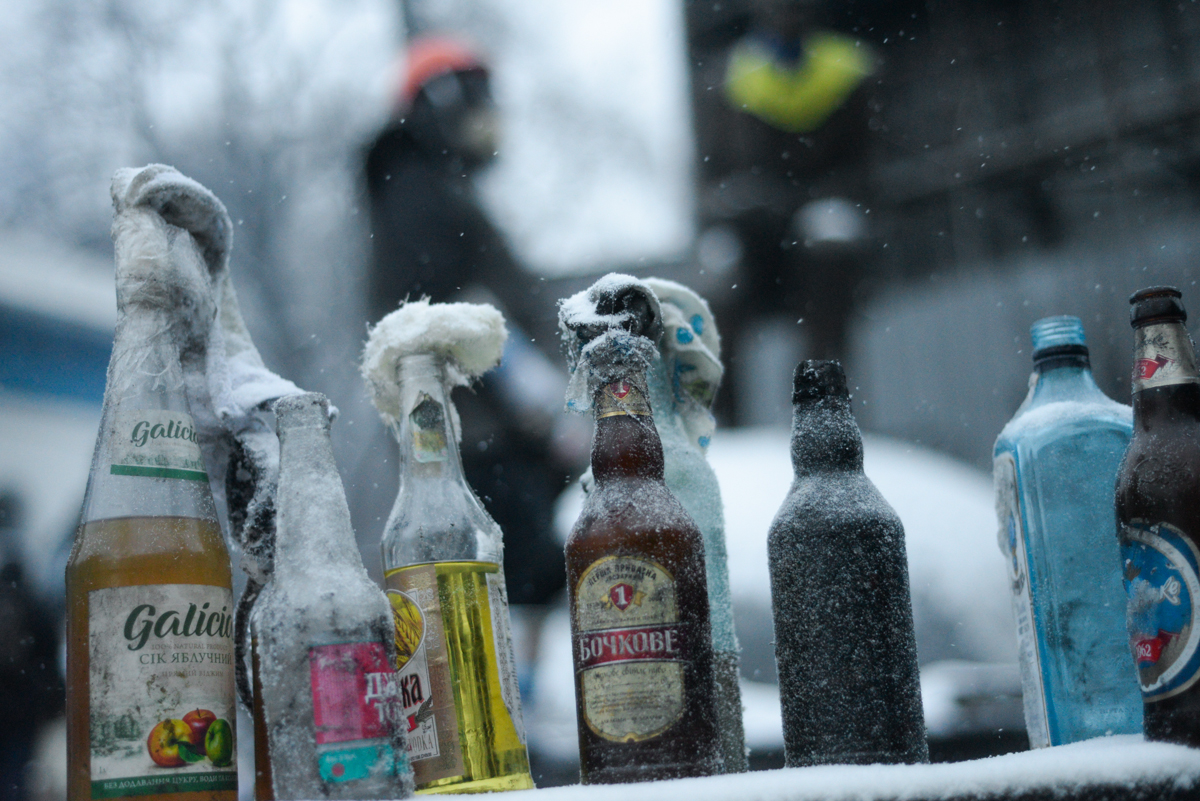
کوکتل مولوتف معروف‌ترین جنگ‌افزار شورش‌گران

تاکتیک‌ها و جنگ‌افزارهای شورش شامل سلاح‌ها و تاکتیک‌های شورش‌گران است، که اغلب شامل اسلحه گرم یا وسایل منفجره می‌شود، که برای استفاده انقلابی‌ها در جنگ چریکی علیه نیروهای اشغالگر یا شورش‌گران علیه یک دولت مستقر از آن‌ها استفاده می‌شود. یک نوع سلاح شورشی، سلاح گرم «خانگی» است که توسط افراد غیر حرفه‌ای ساخته شده‌است، مانند مسلسل دستی «بویسکاویچا» (به معنی آذرخش) که در کارگاه‌های زیرزمینی توسط جنبش مقاومت لهستان تولید می‌شده‌است. معمولاً به سلاح‌های چریکی «جنگ‌افزار ضد عفونی» شده می‌گویند چرا که تمامی سریال‌ها و کدهای نظامی آن مخدوش و پاک شده‌است.
اسلحه RPG(آرپی‌جی) که بخشی از زرادخانه نظامی متعارف است، اما توسط شورشیان بسیار مورد استفاده قرار گرفته‌است. دو نمونه از سلاح بداهه که توسط شورشیان استفاده می‌شود، می‌تواند بمب کنارجاده‌ای دست‌ساز مورد استفاده در عراق و کوکتل مولوتف (بطری‌های شیشه ای پر از بنزین) علیه خودروها و تانک‌ها باشد. دو تاکتیک مورد استفاده بسیاری از شورشیان ترور و حملات انتحاری است. تاکتیک اخیر هنگامی استفاده می‌شود که یک شورشی بمبی به آنها یا در اتومبیل آن‌ها بسته باشد، که راهی کم فناوری برای شورشیان برای دستیابی به مواد منفجره در نزدیکی اهداف مهم دشمن فراهم می‌کند.

## تاکتیک‌های شورش
نمایندگان و دلسوزان در محل شورش خیابانی، ممکن است اعضای نیروهای مدنی و امنیتی دولت را برای اهداف خود استخدام کنند یا اعضای خود را به آن‌ها ملحق کنند. این اعضا علاوه بر توانایی ارائه اطلاعات و احتمالاً کمک مستقیم و غیر مستقیم، به اعضای شورشی اجازه می‌دهد تا آموزش نظامی و مهارت‌هایی را که در غیر این صورت نمی‌توانستند به آنها دسترسی داشته باشند، بدست آورند. سپس ممکن است به عنوان کادر آموزش سایر شورشیان عمل کنند. توجه داشته باشید که کسانی که به اندازه زیادی اقدام به خرابکاری گسترده وآتش زدن در محل شورش خیابانی می‌کنند احتمالاً عامل نفوذی دولت هستند.

### سرقت از بانک‌ها
سرقت از بانک‌ها توسط شورش‌گران و انقلابیون به منظور تأمین مالی فعالیت‌های آنها مورد استفاده قرار گرفته‌است، به عنوان مثال سرقت از بانک تفلیس در سال ۱۹۰۷، استفاده از خشونت بیش از حد مورد نیاز برای دستیابی به اهداف سرقت‌ها به ایجاد فضای ترس کمک می‌کند.

### مشارکت گروهی در جنایات
به عنوان یک شورش‌گر تازه‌کار، به ویژه مردم معترض عادی، تشویق می‌شوند یا حتی مجبور می‌شوند در جنایاتی مانند شکنجه، تجاوز و قتل و… شرکت کنند، افراد ناخواسته مجبور می‌شوند این کار را علیه جوامع و خانواده‌های و نیروهای امنیتی دولت خود انجام دهند. هدف از این جنایات این است که شورش‌گران تازه‌کار را از زندگی قبلی خود جدا کرده و آنها را به شورش متصل کند. جنایتکاران از نظر خود و جامعه، چنین شورش‌گرانی را به این باور وادار خواهند کرد که نمی‌توانند به زندگی قبلی خود بازگردند و هیچ خانواده دیگری غیر از شورش ندارند. به منظور شکستن چنین حربه ای، مقامات ممکن است عفو عمومی را اعمال کنند. که در اکثر موارد این عفو دولتی دروغ بوده و آشوبگران و شورش‌گران پس از فروکش اعتراضات همگی محاکمه و به اشد مجارات محکوم می‌شوند،یا دستکم از امیتازات زیادی محروم خواهند شد.

### آدم‌ربایی
شورشیان اعضای عمومی یا نفرات ارتش را برای مقاصدی مانند تأمین بودجه یا آزادی زندانیان می‌ربایند و گروگان می‌گیرند. ربودن اعضای خانواده ممکن است برای اجبار همکاری، ارائه اطلاعات، استفاده از اموال به عنوان خانه امن، کپی از کلید و غیره مورد استفاده قرار گیرد. و به عنوان تماشاگران رسانه ای ایجاد ترس از آدم‌ربایی در همه سطوح این پیام را تقویت می‌کند که دولت و نیروهای امنیتی آن نمی‌توانند از شما محافظت کنند. اعضای ارتش نیز برای مقاصد تبلیغاتی ربوده شده‌اند یا آنها را به منظور دریافت منابع و بودجه یا آزادی زندانیان شورشی گروگان گرفته‌اند.

### قانون و نظم
شورشیان ممکن است تلاش کنند تا یک سیستم موازی از «عدالت» را با ضرب و شتم مجازات و کشتار جنایتکاران ایجاد کنند تا خود را به مردم تحسین کنند. به ویژه در رژیم‌های فاسد و شکست خورده که در آنها کمبود عدالت واقعی وجود دارد، دادگاه‌های مردمی و انقلابی با هدف مشروعیت بخشیدن به شورشیان به عنوان دولتی در انتظار انتظار دارند. این امر مضاعف است اگر به شورشیان نظم بخشیده شود در رژیم‌های شکست خورده، آنهایی که کنترل مرکزی ضعیفی دارند و آنهایی که نیروهای امنیتی در آنها بدتر از دزدان و راهزنان هستند.

### تبلیغات
تبلیغات برای کسب مشروعیت، اخلاق و توانایی شورشیان را به مردم معرفی می‌کند، در حالی که در همان زمان دولت و نیروهای امنیتی آن را از نظر منفی نشان می‌دهد. این تبلیغات می‌تواند یک عمل، اقدامات ترور، خرابکاری و خشونت ، با تکیه بر رسانه‌های جمعی برای انتشار پیام شورشیان باشد. اگر دولت به دنبال گرسنگی کشیدن شورشیان از «اکسیژن تبلیغات» است، وسایل قدیمی تر برای انتشار پیام شورشیان از طریق جزوه و از طریق استفاده از سنت شفاهی داستانها، آهنگهای شورشی و انقلابی است. شورشیان مدرن از اینترنت استفاده می‌کنند.

### خرابکاری
خرابکاری در زیرساخت‌ها، به عنوان مثال نیروگاه‌ها، فرودگاه‌ها و مخازن در انتهای فوقانی، و به عنوان مثال دکلهای برق، پستها، مبادلات تلفنی و خطوط راه‌آهن در انتهای پایینی برای مردم واقعی نشان می‌دهد که شورشی در جریان است. و در صورت تداوم می‌تواند بر کیفیت زندگی مردم تأثیر بگذارد. به منظور محافظت از همه اهداف احتمالی که ممکن است شورشیان به آن حمله کنند، نیروهای دولتی ممکن است تا حدی کشیده شوند که در معرض شکست جزئی قرار گیرند.

### تیراندازی از خفا
تک تیراندازها در طول تاریخ توسط شورشیان به عنوان روشی برای جنگ روانی و فرسودگی در عراق، سوریه، یمن، ویتنام و ایرلند شمالی،ایران از جمله واحدهای متحرک که با وسایل نقلیه حمل می‌شدند، مورد استفاده قرار گرفته‌است. مناطق شهری جنگ‌های داخلی یمن و سوریه و شورشیان عراق و مناطق روستایی جنگ ویتنام و مشکلات، پوشش و موقعیت ایده‌آلی را برای تک تیراندازان شورشی فراهم می‌کند، که در صورت امکان سربازان را می‌کشند یا زخمی می‌کنند و برای جلوگیری از تقویت دشمن، و نابود افراد کلیدی.
شورشیان در عراق از تک تیراندازان، از جمله یگان‌های خودرو استفاده کرده‌اند تا رزمندگان دشمن را از نیروهای بزرگتر جدا کرده و به افسران و فرماندهان حمله کنند-این نشان دهنده توانایی‌های تکنولوژیکی و صبر تاکتیکی آنها است. آنها عموماً اهداف ۱۰۰ تا ۱۰۰۰ متری را درگیر می‌کنند و در درجه اول از اسلحه تک تیرانداز دراگونوف استفاده می‌کنند، با این حال مشخص شده‌است که آنها از تفنگ‌های تیرانداز از 0.50 Cal و اسیر ائتلاف M24 استفاده می‌کنند. اگرچه یک واحد تک تیرانداز شورشی معمولاً از ویژگی اصلی زمین استفاده می‌کند، اما همچنین نشان داده شده‌است که از خودروها و کامیون‌ها به‌طور مفصل برای حرکت سریع از موقعیت به موقعیت دیگر استفاده می‌کند. تیرانداز از خفا یا تیراندازان معمولاً از تیراندازی فیلم گرفته، آن را استخراج می‌کنند و سپس این رویداد بسیار گرافیکی و تکان دهنده را برای اهداف تبلیغاتی در اینترنت قرار می‌دهند و بر اهداف پردرآمد تمرکز می‌کنند که توجه رسانه‌ها را به خود جلب می‌کند.

## کوکتل مولوتف
کوکتل مولوتف یک نام عمومی است که برای انواع سلاح‌های آتش زا بداهه استفاده می‌شود. به دلیل سهولت نسبی تولید، آن‌ها اغلب توسط معترضان آماتور و رزمندگان غیرمجهز در جنگ‌های چریکی و شهری استفاده می‌شوند. هدف آن‌ها عمدتاً ایجاد آتش‌سوزی به جای نابودی فوری آن‌ها است. «کوکتل مولوتف» یک بطری شیشه‌ای قابل شکستن است، که حاوی یک ماده قابل اشتعال مانند بنزین یا مخلوطی شبیه ناپالم است که مقداری روغن موتور به آن اضافه شده‌است و معمولاً منبع احتراق مانند فتیله پارچه ای سوزان است که توسط درپوش بطری در محل خود نگه داشته شده‌است. معمولاً فتیله به جای بنزین در الکل یا نفت سفید خیس می‌شود.
در برخی موارد، چریکها از سلاح گرم بداهه و با هدف استفاده مجدد استفاده کرده‌اند. یک مثال توسط چه گوارا در کتاب جنگ چریکی بیان شده‌است. این هواپیمایی که "M-16" نامیده می‌شود، متشکل از یک تفنگ ساچمه ای ۱۶ سنج است که مجهز به یک دوپا برای نگه داشتن لوله در زاویه ۴۵ درجه است. این با یک کارتریج خالی که با برداشتن شات از یک پوسته شات‌گان استاندارد تشکیل شده بود، و سپس یک میله چوبی با کوکتل مولوتف متصل به جلو، بارگیری شد. این یک خمپاره بداهه را ایجاد کرد که قادر به شلیک دقیق دستگاه آتش زا به فاصله ۱۰۰ متر است. (در حقیقت یک آرپی‌جی دست‌ساز با پیوند شات‌گان و کوکتل مولوتوف)
اسلحه‌های آتش زا نیز به سلاح گرم تبدیل شده‌اند. این امر ممکن است با تعویض لوله (اغلب پلاستیکی) تفنگ با یک لوله فلزی به اندازه کافی قوی برای قرار دادن یک پوسته تفنگ ساچمه ای، یا با قرار دادن یک لوله کوچکتر در لوله فعلی (مانند یک آستین تبدیل کالیبر) به محفظه انجام شود. یک فشنگ اسلحه گرم، مانند تفنگ بلند .22.

## توپخانه بداهه

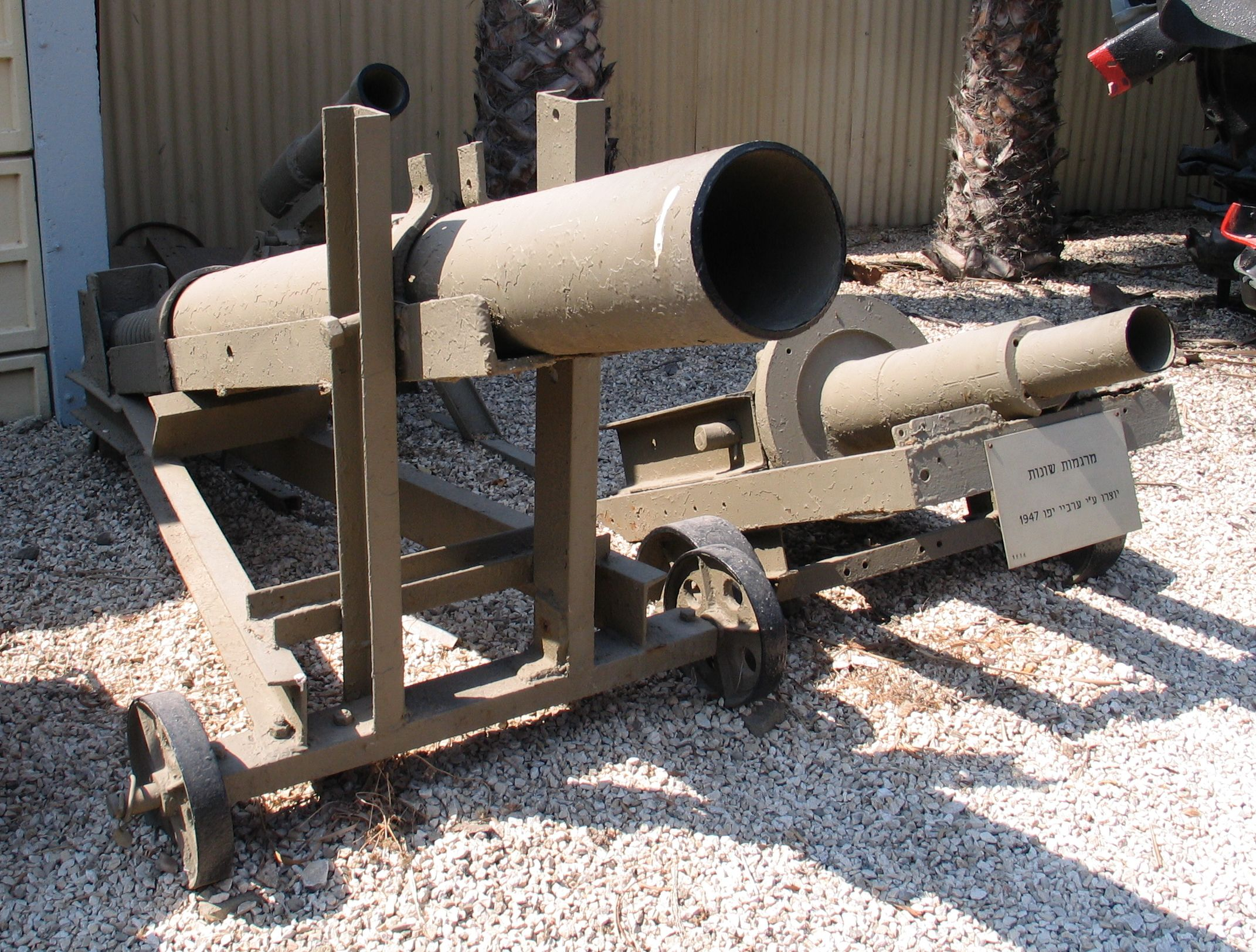
خمپاره‌های بداهه در موزه باتی ها-اوسف، تل آویو، اسرائیل.

خمپاره‌های بداهه و دست‌ساز، هویتزر و راکت انداز توسط گروه‌های شورشی برای حمله به تأسیسات مستحکم نظامی یا رعب و وحشت غیرنظامیان استفاده شده‌است. آنها معمولاً به روشهای مختلف ساخته می‌شوند، به عنوان مثال، از لوله‌های فولادی سنگین که روی یک قاب فولادی نصب شده‌اند. این سلاح‌ها ممکن است گلوله‌های ساخت کارخانه یا بداهه شلیک کنند و می‌توانند حاوی مواد مختلف پر کننده و مکانیزم‌های شلیک باشند.